# Ägypten in griechisch-römischer Zeit
Die griechisch-römische Zeit im Alten Ägypten begann mit der Machtübernahme durch Alexander den Großen 332 v. Chr. und endete wahlweise mit dem Tod (395 n. Chr.) des Kaisers Theodosius I. oder mit dem Ende der römischen Herrschaft im 7. Jahrhundert n. Chr. Nach dem Tod Alexanders (325 v. Chr.) übernahm dessen General Ptolemaios I. die Herrschaft über Ägypten und begründete die hellenistische Ptolemäer-Dynastie. Nach dem Tod der letzten ptolemäischen Königin Kleopatra VII. 30 v. Chr. wurde Ägypten als Aegyptus römische Provinz. Der letzte römische Kaiser, dessen Aufenthalt in Ägypten sicher belegt ist, war Maximinus Daia († 313 n. Chr.). Nach der faktischen Teilung des Römischen Reiches im Jahr 395 fiel Ägypten an Ostrom und blieb eine der wichtigsten und reichsten Gegenden des Imperiums. Die anschließende Zeit, die mitunter als eigene Epoche gezählt wird (oströmisch-byzantinische Phase), endete 642 mit der Eroberung durch die islamischen Araber.

## Die Eroberung Ägyptens durch Alexander den Großen
Nachdem Alexander der Große bei Issos (333 v. Chr.) den persischen König Dareios III. besiegt hatte, zog er nach Tyros, um diese Stadt nach sechs Monaten Belagerung zu erobern. Danach wandte er sich nach Süden, eroberte nach zweimonatiger Belagerung Gaza und zog dann nach Ägypten weiter, um Pelusion kampflos einzunehmen und Richtung Heliopolis und Memphis weiterzuziehen. Die ägyptische Bevölkerung empfing die Makedonen überall freundlich, da sie wahrscheinlich dachte, dass lediglich die verhassten Perser vertrieben, nicht aber dass die Makedonen an deren Stelle treten würden. Der persische Satrap Mazakes übergab vor Memphis, mit 8000 Talenten und dem Inventar der königlichen Residenz, die Herrschaft über Ägypten an Alexander (332 v. Chr.).
Kurze Zeit später ließ sich Alexander von den Hohepriestern des Ptah in Memphis nach ägyptischem Ritus zum Pharao krönen und nahm den „Vornamen“ „der Geliebte des Re, der Erwählte des Amun“ an. Er wollte das Land als Pharao regieren und nicht als Fremdherrscher, wie der Perser Kambyses II. Seine ägypterfreundliche Gesinnung brachte er auch durch ein „prächtiges Opfer“ für Apis, den heiligen Stier von Memphis, zum Ausdruck, ebenfalls um sich von Kambyses, der gegen Apis gefrevelt haben soll, und von den Persern insgesamt abzuheben.
Anschließend ließ Alexander für seine Soldaten, wohl auch als Siegesfeier, einen gymnischen und einen musischen agón ausrichten, zu dem die bekanntesten Sportler und Künstler Griechenlands nach Memphis eingeladen worden waren. Nach den Feierlichkeiten nahm er auch die anderen Teile Ägyptens in Besitz.
Die Gründung der Hafenstadt Alexandria im westlichen Nildelta „zu Beginn des Jahres 331 v. Chr.“ erinnert noch heute an seinen Feldzug. „Der König entwarf eigenhändig eine Planskizze und legte fest, wo die agora anzulegen sei, wo die Straßen verlaufen sollten, wieviele Tempel für welche Götter […] zu erbauen seien und wo die (80 stádia lange) Stadtmauer errichtet werden sollte.“ Er hatte Alexandria als griechische Stadt mit demokratischem Zuschnitt konzipiert. Doch nicht nur dies geschah auf Alexanders Veranlassung, sondern auch der Wiederaufbau und die Restauration der von den Persern zerstörten Tempel wurde von ihm beauftragt.
Die Einwohner Alexandrias richteten wahrscheinlich noch zu Lebzeiten des Königs einen Kult des Gründer-Heros (ἥρως κτίστης héros ktístes), ja des Gründer-Gottes (θέος κτίστης théos ktístes) ein.

## Die griechisch-makedonischen Könige
Da Alexander der Große mit seinem Heer relativ schnell aus Ägypten abzog, setzte er wie die Perser einen Verwalter (Satrap) ein. Der Bankier Kleomenes war der erste, dem dieses Amt übertragen wurde.

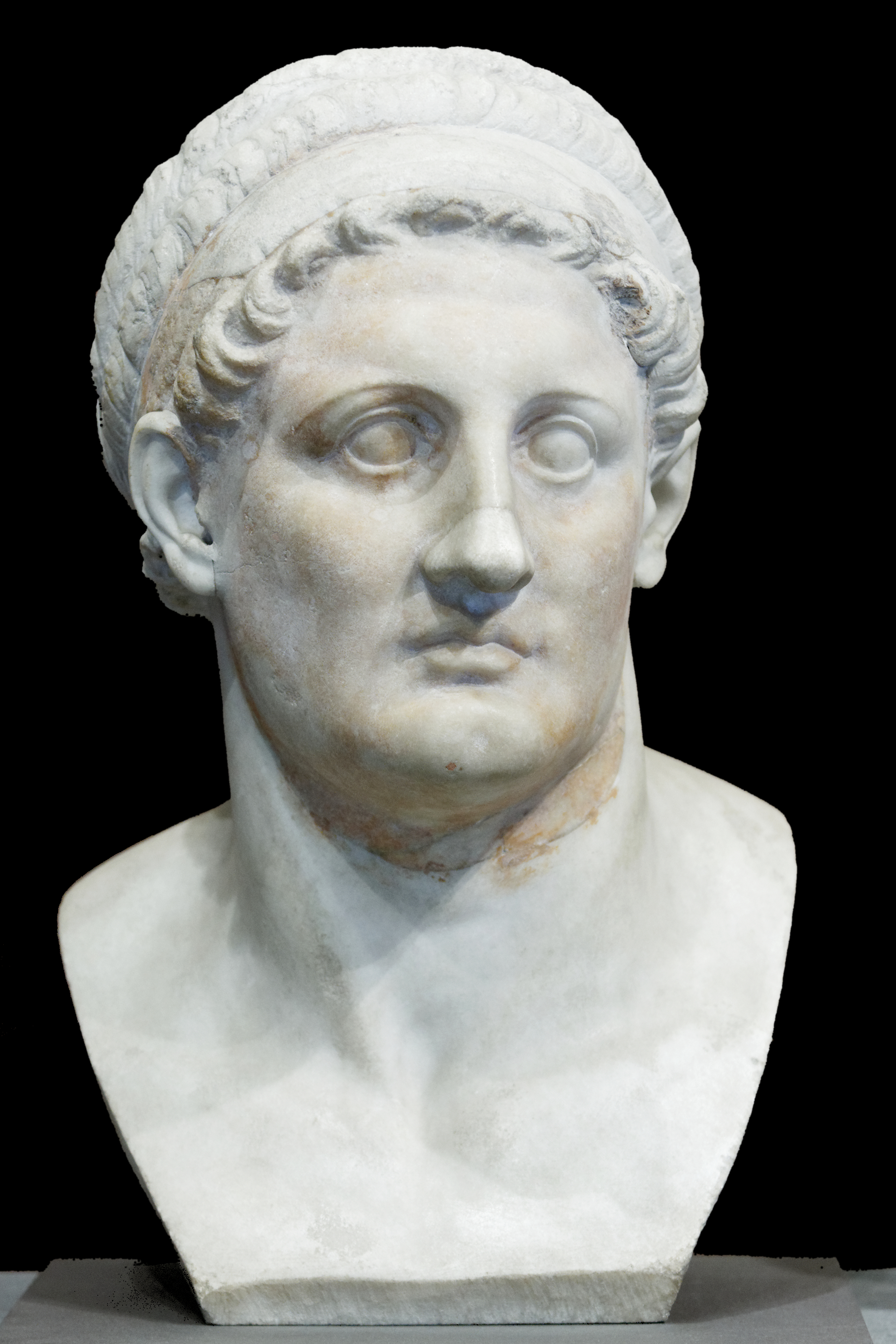
Kopf des Ptolemaios (nur das Gesicht und der Ansatz des Stirnhaares sind antik, Louvre Ma 849)

Als Alexander der Große am 10. Juni 323 v. Chr. in Babylon starb, stellte sich die Frage der Nachfolge. Bereits vor seinem Tod hatte er seinen Siegelring an Perdikkas übergeben und ihm damit „gewisse ordnende Funktionen“ „in der Zeit unmittelbar nach dem Tod des Königs“ übertragen. Einige Fraktionen sprachen sich für ein vereintes Reich unter einem Statthalter als Vormund für die unmündigen Erben aus (Perdikkas), andere, wie Ptolemaios, dafür, die führenden Mitstreiter des Verstorbenen in ein Gremium zu berufen, in dem alle wichtigen Entscheidungen getroffen werden sollten.
Philippos Arrhidaios (Philipp III.), der Halbbruder Alexanders, und der erwartete Sohn der Roxane wurden zu Königen gewählt, für die Perdikkas das Sorgerecht übertragen wurde. Philippos Arrhidaios wurde 317 v. Chr. vergiftet. Nach ihm wird auf den Königslisten Alexander IV. bis 305 v. Chr. geführt, obwohl dieser schon 311 v. Chr. zusammen mit seiner Mutter Roxane durch Kassander ermordet worden war, der beide bereits seit längerer Zeit als Geiseln hielt.
Die Entscheidung, welcher General die Kontrolle über welche Satrapie erhielt, konnte Perdikkas nicht treffen. Er musste sich mit den makedonischen Vornehmen beraten. In der „Reichsordnung von Babylon“ wurden 323 v. Chr. die Satrapien den einzelnen Generälen übertragen, wobei Ptolemaios als Satrap für Ägypten bestimmt wurde.
„Den entscheidenden Impuls für die Auseinandersetzungen der folgenden Jahre [die Diadochenkriege] lieferte die Spannung zwischen der Idee der Erhaltung des zentral beherrschten Großreiches und dem Bestreben einiger Diadochen, den eigenen Bereich völlig selbständig zu regieren und womöglich territorial auszuweiten.“

## Die Ptolemäer

Mächtekonstellation zur Zeit der Herrschaft der Ptolemäer um 300 v. Chr.

Der Satrap Ptolemaios, ein ehemaliger hoher Militär seines Heers, bemächtigte sich des Leichnams Alexanders und verschleppte ihn zum Heiligtum nach Siwa, um ihn dort beisetzen zu lassen. Da die Fertigstellung des Grabmals aber zu lange dauerte, bestattete Ptolemaios Alexander in einer Gruft in Alexandria.
Perdikkas, der Träger von Alexanders Siegelring und Führer des Heers, rückte mit einer großen Streitmacht nach Ägypten vor. Ptolemaios konnte ihn aber bei Memphis zurückschlagen. Mit seinen beiden Verbündeten Lysimachos und Kassander zog Ptolemaios kurz darauf gegen Antigonos I. Monophthalmos, den Nachfolger des ermordeten Perdikkas, in den Krieg. Er konnte bei Gaza 312 v. Chr. das Heer des Sohnes des Antigonos besiegen und wurde in einem Friedensvertrag als ägyptischer Satrap bestätigt.
Ptolemaios I. regierte ab 305 v. Chr. mit dem Beinamen Soter („der Retter“). Als er von den Machenschaften seines Vorgängers Kleomenes erfuhr, der Tempel ausplündern ließ und den Armeesold nicht auszahlte, ließ er ihn verhaften und zum Tode verurteilen.
Der unter Ptolemaios I. begonnene Bau der berühmten Bibliothek von Alexandria sowie der Bau des Leuchtturms, der eins der sieben Weltwunder war, wurden unter Ptolemaios II. vollendet.
Die größte Ausdehnung unter den Ptolemäern hatte Ägypten unter Ptolemaios III. Euergetes, der von 246 bis 221 v. Chr. regierte.
Nach dem gewaltsamen Tod von Ptolemaios IV. Philopator, wurde sein minderjähriger Sohn Ptolemaios V. Epiphanes sein Nachfolger. Diese innere Machtschwäche bezahlte Ägypten mit dem Verlust von Syrien und Stützpunkten in Kleinasien.

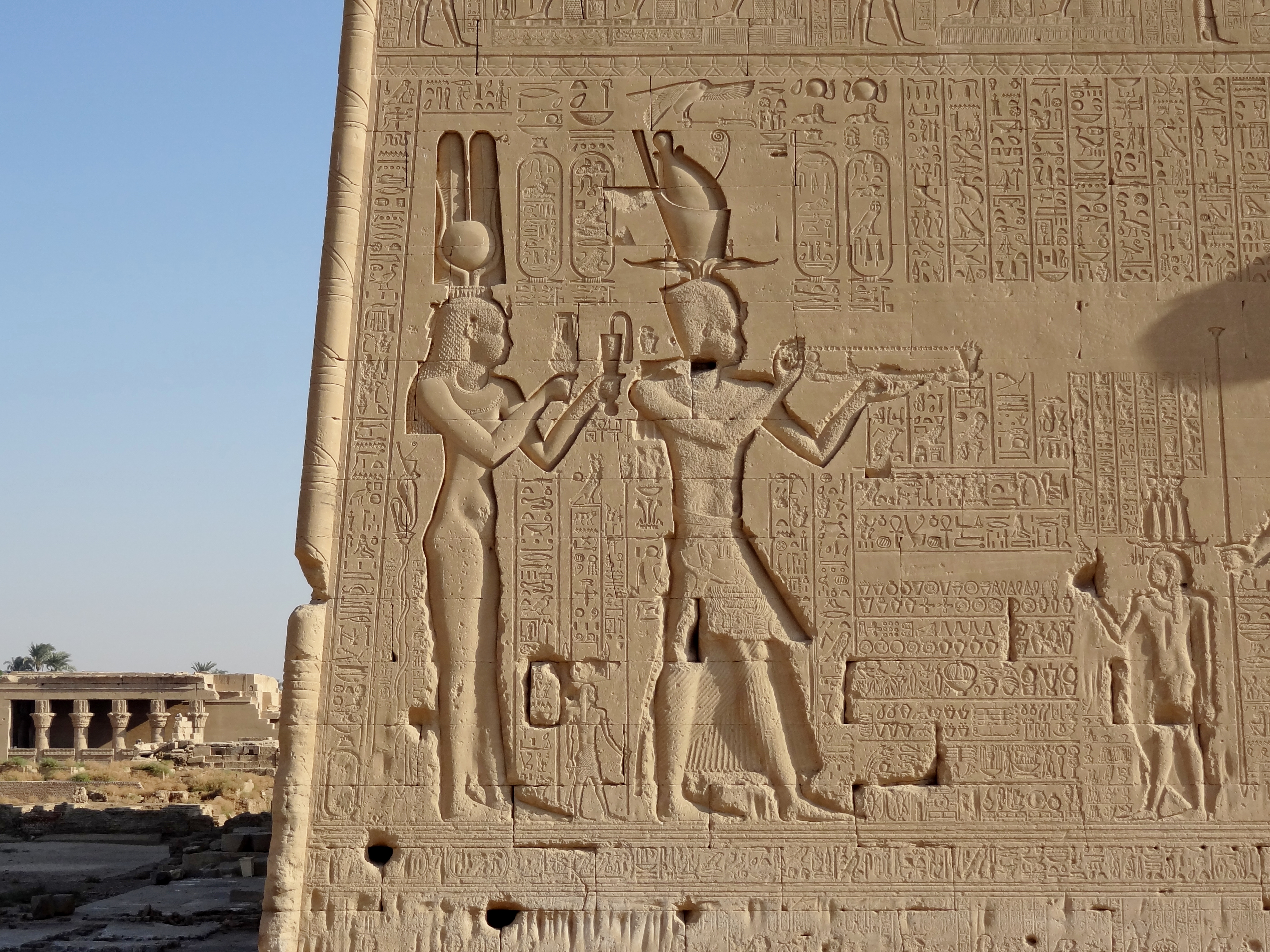
Kleopatra VII., Caesar und ihr Sohn Caesarion an der Rückwand des Tempels von Dendera

Die inneren Kämpfe unter der Verwandtschaft der Ptolemäer um die Macht in Ägypten zogen sich durch alle folgenden Generationen. Kleopatra VII. war die letzte Ptolemäerin auf dem Pharaonenthron. Auch sie blieb von den inneren Fehden nicht verschont. Als sie die Regierungsgeschäfte als Siebzehnjährige 51 v. Chr. von ihrem Vater Ptolemaios XII. Neos Dionysos übernahm, tat sie dies unter der Bedingung, ihren jüngeren Bruder Ptolemaios XIII. zum Mann nehmen zu müssen.
Während der römischen Bürgerkriege spielte Ägypten noch einmal eine wichtige Rolle, als zunächst der unterlegene Feldherr Gnaeus Pompeius auf der Flucht bei der Landung in Alexandria ermordet wurde und dann sein siegreicher Konkurrent Julius Caesar in den ägyptischen Zwist eingriff, um ihn zugunsten von Kleopatra zu entscheiden. Nach dem Tod Caesars gewann die ägyptische Königin auch das Herz seines Nachfolgers Marcus Antonius. Nachdem die Flotten des Antonius und der Kleopatra 31 v. Chr. in der Schlacht bei Actium von Octavian, dem späteren Kaiser Augustus besiegt wurden, fiel Ägypten im folgenden Jahr an das Römische Reich.

## Die römischen Kaiser
30 v. Chr. nahmen die römischen Truppen unter Octavian die ägyptische Stadt Alexandria, das Machtzentrum der Ptolemäer, ein. Octavian (ab 27 v. Chr. Augustus) annektierte es als neue römische Provinz.
Unter den römischen Provinzen nahm Aegyptus lange Zeit eine Sonderstellung wegen ihres großen Reichtums ein. Sie war in der Folge die Kornkammer des römischen Reichs und unterstand direkt dem Kaiser, der die Provinz über den praefectus Aegypti verwaltete. Ausgangspunkt war Augustus, der Ägypten als sein persönliches Eigentum ansah. Er alleine erteilte den römischen Senatoren sowie Angehörigen der kaiserlichen Familie die Erlaubnis, das Land zu betreten.

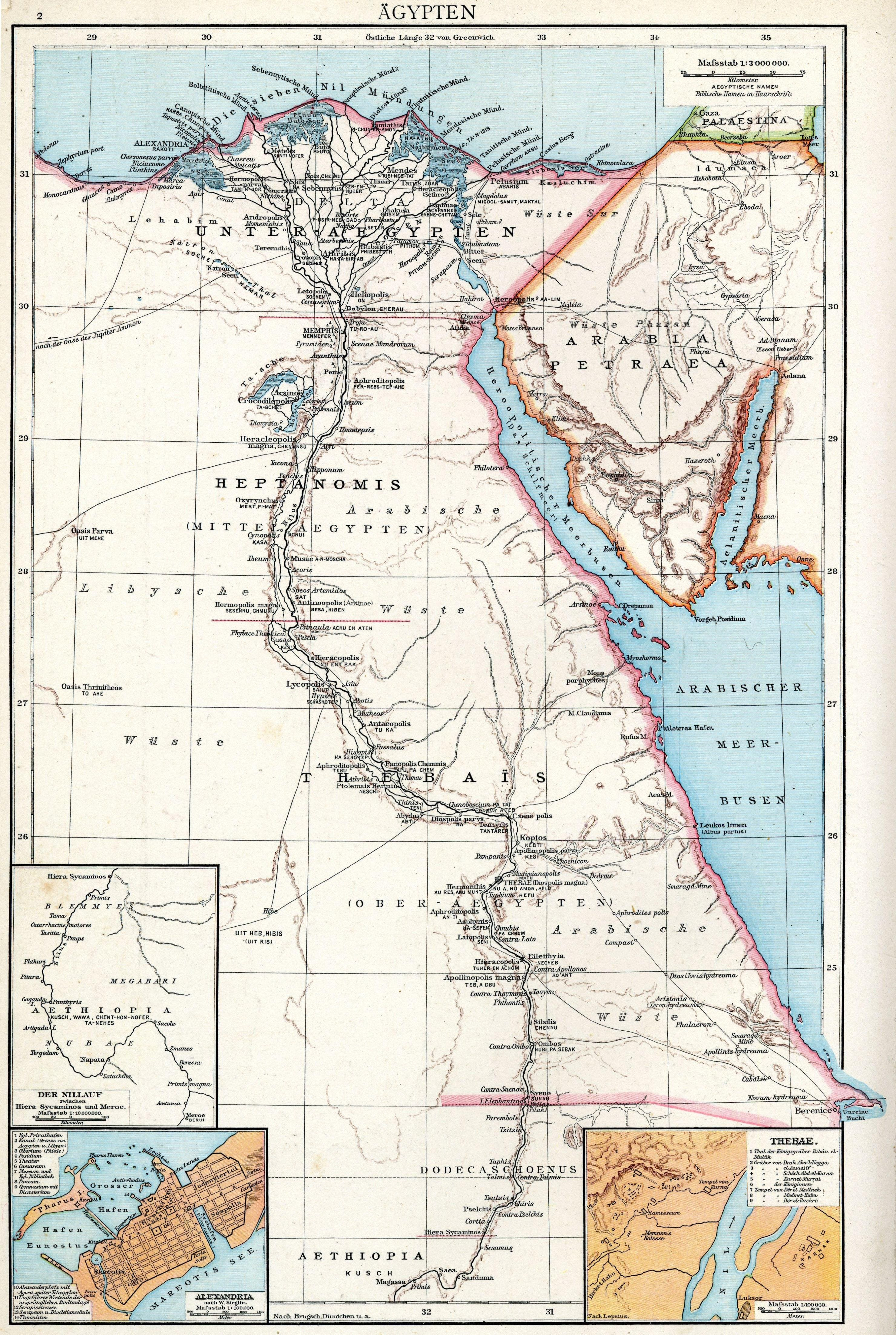
Ägypten in griechisch-römischer Zeit

Auch die römischen Kaiser ließen sich von der Bevölkerung als Pharaonen feiern und nannten sich wieder Pharao von Ägypten. Auf vielen Tempelanlagen, die in diesen Zeiten gebaut oder auch restauriert wurden, finden sich von ihnen Reliefs und Plastiken in der typischen ägyptischen Tracht während der Ausführung von Ritualen. Im Totenkult ist eine Mischung römischer und altägyptischer Elemente zu beobachten. Bestes Beispiel sind die in römischem Stil gemalten Mumienporträts. In der Alltagskultur werden in dieser Zeit dagegen in allen Bereichen Formen und Stile aus der hellenistisch-römischen Welt übernommen. Die materielle Kultur wird im ersten nachchristlichen Jahrhundert weitestgehend römisch.
Der erste Präfekt in Ägypten war Cornelius Gallus. Schon kurz nach seiner Ernennung zog er 29 v. Chr. nach Oberägypten, um dort einen Aufstand niederzuschlagen. Weiter im Süden schlug er anschließend die vorrückenden Äthiopier zurück. Nachdem er bei Augustus in Ungnade gefallen war, tötete sich Gallus 26 v. Chr.
Während der Regierungszeit von Kaiser Caligula (37 bis 41 n. Chr.) kam es in Alexandria zu einem Kleinkrieg zwischen der hellenischen und jüdischen Bevölkerung.

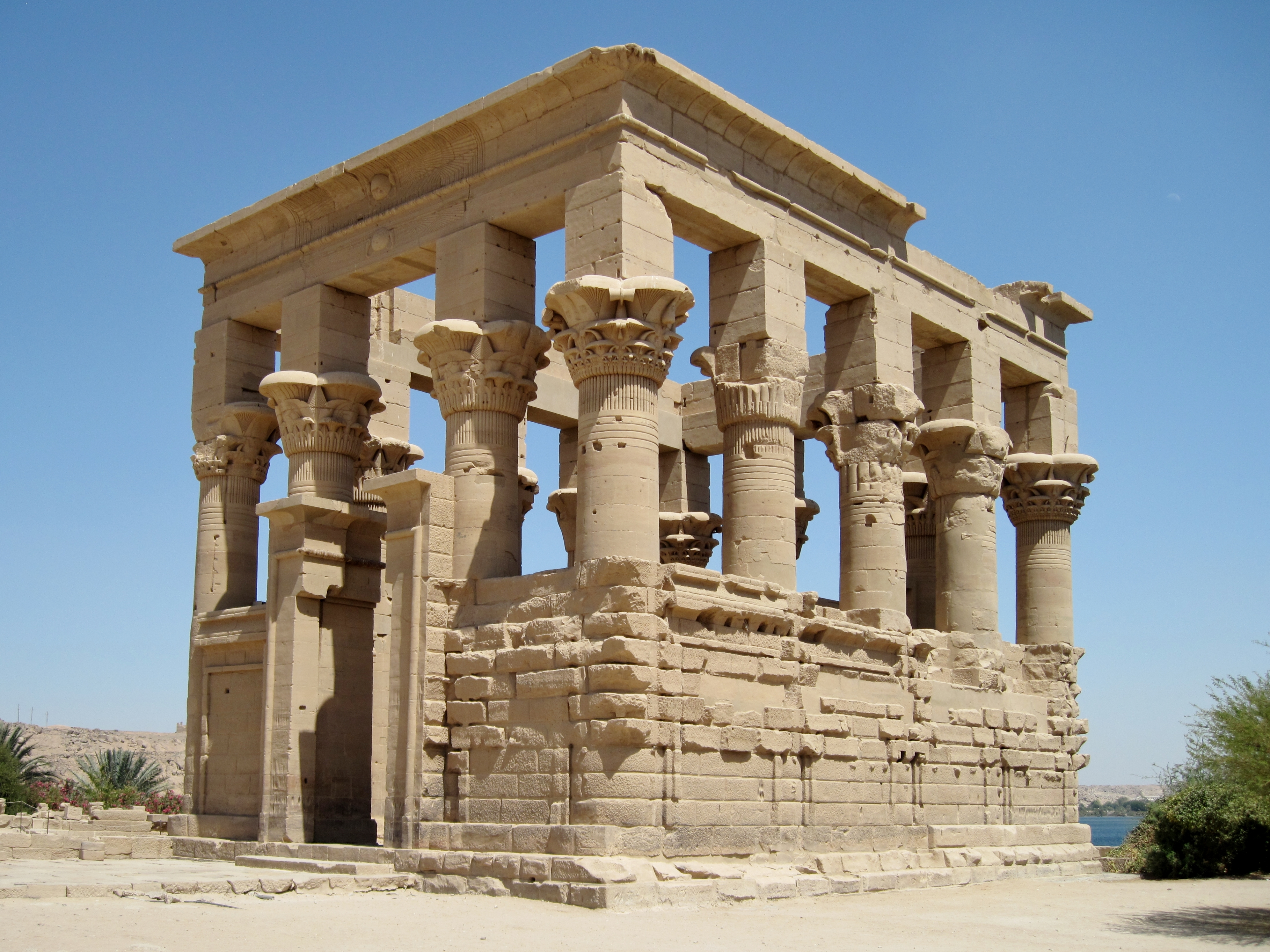
Kiosk des Trajan von der Insel Philae (1./2. Jahrhundert)

69 wurde Vespasian, der zu dieser Zeit Prokonsul der Provinz Africa war, nach dem Tod des Vitellius in Alexandria zum römischen Kaiser ausgerufen. Sein Sohn Titus zog von Ägypten aus mit seinem Heer nach Palästina, um den jüdischen Aufstand zu bekämpfen, und zerstörte 70 die Stadt Jerusalem.
Während eines Ägyptenbesuchs des Kaisers Hadrian ertrank 130 sein jugendlicher Geliebter Antinous im Nil. Hadrian erhob ihn zum Gott und ließ ihm zu Ehren die Stadt Antinoupolis gründen.
Avidius Cassius warf im Jahr 173 einen Aufstand der Rinderhirten (Bukolier) im Nildelta bei Alexandria nieder. 175 wurde er von den ägyptischen Legionen zum Kaiser ausgerufen, nachdem sich eine Falschmeldung vom Tod Mark Aurels verbreitet hatte. Avidius Cassius wurde dann aber in Syrien ermordet.
Gegen Ende des 2. Jahrhunderts hatten sich im Nildelta schon viele christliche Gemeinden gebildet, aber Kaiser Septimius Severus verbot 204 per Edikt den Übertritt zum christlichen Glauben. Derselbe Kaiser ließ in Ägypten auch eine umfassende Verwaltungsreform durchführen, die mit vielen hellenistischen Traditionen brach.
Als Kaiser Caracalla im Winter 215 Alexandria besuchte, schrieben alexandrinische Künstler eine Satire auf den Tod seines Bruders Geta durch angebliche Notwehr Caracallas. Caracallas Soldaten metzelten daraufhin tausende unschuldige Bewohner der Stadt nieder, unter ihnen den ägyptischen Statthalter, und wüteten tagelang in Alexandria.
Nachdem Marcus Opellius Macrinus Caracalla im April 217 ermorden ließ, wurde er von den Ägyptern sofort als Kaiser anerkannt.
Unter Kaiser Decius, der von 249 bis 251 Rom regierte, begannen erhebliche Christenverfolgungen im ganzen Land, die bis in die Regierungszeit Valerians anhielten. Erst unter Kaiser Gallienus wurden diese 260 eingestellt.
Im Jahr 268 wurde Unterägypten durch das Heer der Königin Zenobia von Palmyra besetzt. Oberägypten wurde teilweise von den Blemmyern, einem nubischen Volksstamm, eingenommen. 270 gelang es dem römischen Feldherrn Probus, Ägypten wieder in das römische Reich einzugliedern. Er wurde 276 zum römischen Kaiser proklamiert und führte 279 einen erfolgreichen Feldzug gegen die Blemmyer, die aber auch danach noch eine Bedrohung darstellten.

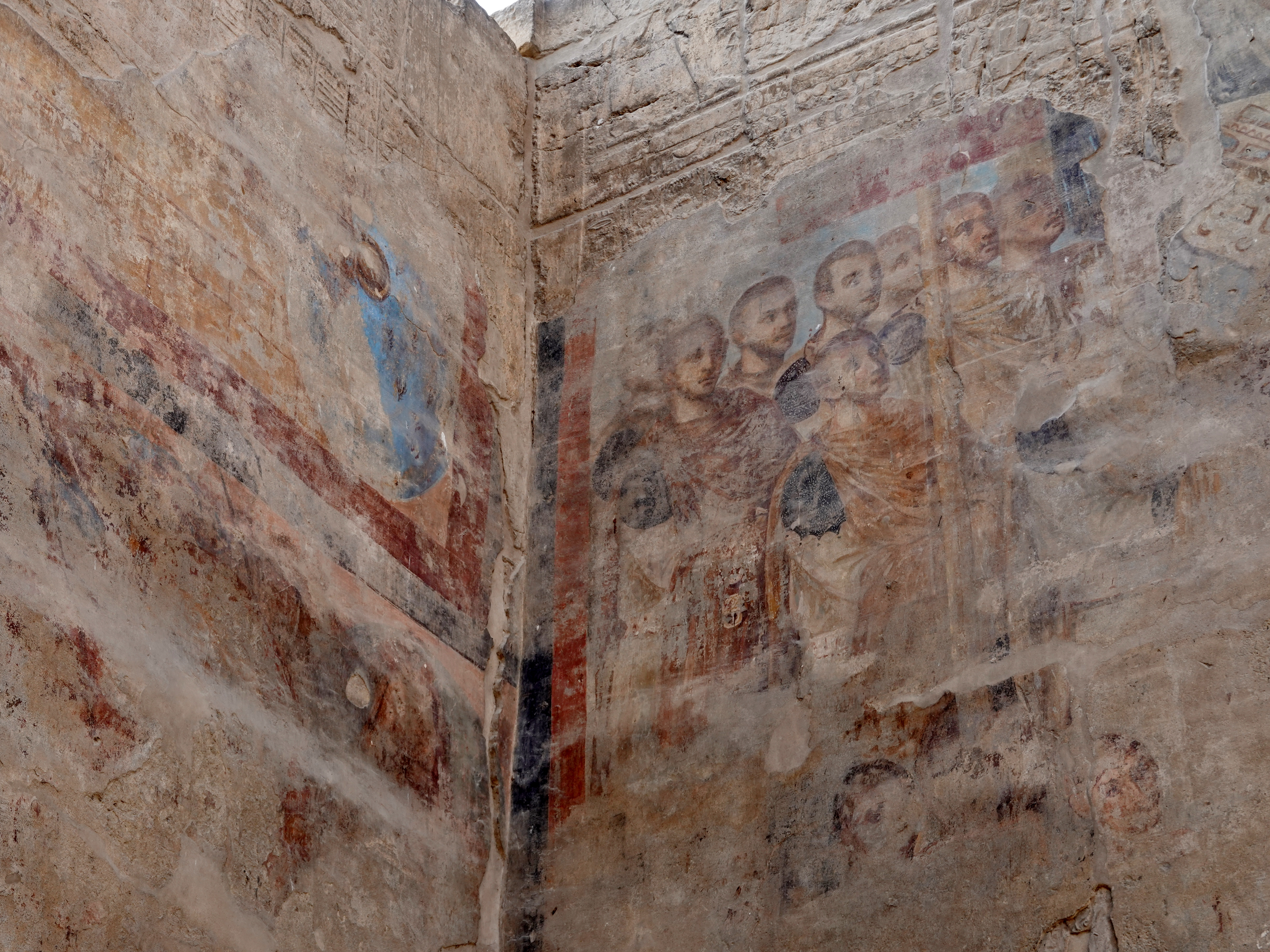
Römische Fresken im Luxor-Tempel (Anfang 4. Jahrhundert?)

Als 292 ein Aufstand in Oberägypten losbrach und sich zwei Jahre später auch Alexandria gegen die Römer erhob, eroberte Kaiser Diokletian 295 das Land zurück. In seine Herrschaftszeit fielen die letzten, aber gewalttätigsten Christenverfolgungen.
Maximinus Daia war der letzte in den Königslisten Ägyptens geführte römische Kaiser. Er regierte bis 313.
Unter Konstantin dem Großen (Kaiser von 306 bis 337) wurde die ägyptische Verwaltung neu geordnet. Ägypten wurde Diözese und in die sechs Provinzen Ägypten, Augustamnica, Heptanomis (später Arcadia), Thebais, Oberägypten und Unterägypten geteilt. Unter Julian kam es zu gewalttätigen Auseinandersetzungen zwischen Heiden und Christen.
Theodosius I. führte die christliche Religion als Staatsreligion ein. 395 wurde das Römische Reich geteilt, und Ägypten fiel unter Kaiser Arcadius an das oströmische Reich. Damit ging die Griechisch-Römische Zeit in die Byzantinische Zeit über.

### Ägyptische Priester unter römischer Herrschaft
Die Priester der ägyptischen Kulte genossen unter Augustus und seinen Nachfolgern weiterhin Privilegien, z. B. die Befreiung von verschiedenen Abgaben und körperlichen Zwangsdiensten. Auf behördlicher Ebene wurden die leitenden Funktionäre und Gremien der Tempel zudem in den römischen Herrschaftsapparat eingebunden, indem sie sich selbst verwalteten und bspw. eine Vorauswahl zur Zulassung geeigneter Kandidaten in das Priesteramt trafen, Steuern eintrieben und erstinstanzlich Anzeigen gegen Priester wegen Verletzung des Sakralrechts prüften.
Als überholt gilt die Ansicht, dass Augustus den Landbesitz ägyptischer Tempel enteignet habe, um die ägyptische Priesterschaft wirtschaftlich zu schwächen: Tatsächlich wurde in augusteischer Zeit Tempelland in Staatsland umgewandelt, jedoch nicht ohne entsprechende Kompensation für die Tempel, die bspw. aus den Erträgen der abgetretenen Ländereien Subventionszahlungen erhielten. Gerieten Tempelkollegien in Konflikte mit Behörden, dann vor allem mit Verwaltungsbeamten der unteren Ebene, die selbst der lokalen Bevölkerung entstammten; die römischen Prokuratoren griffen wenn, dann moderierend in diese Konflikte ein – dabei durchaus auch zugunsten der Tempel.